# Пунг, Аарне Иосепович
Аарне Иосепович Пунг (30 июня 1909, Кынну, Харью, Российская империя — 14 августа 1994, Таллин, Эстония) — советский и эстонский биолог, специалист по животноводству. Академик АН Эстонской ССР (1969).

## Биография
В 1933 году поступил в Тартуский университет, который он окончил в 1938 году. В 1941 году в связи с началом Великой Отечественной войны, ушёл добровольцем на фронт и прошёл всю войну. После демобилизации в 1946 году вернулся в Тартуского университета, где до 1949 года работал научным сотрудником, одновременно с этим с 1947 по 1954 год работал научным сотрудником в Институте животноводства и ветеринарии АН Эстонской ССР. В 1954 году был избран директором Института животноводства и ветеринарии, данную должность он занимал вплоть до 1956 года. С 1956 по 1994 год работал в Эстонской сельскохозяйственной академии.
Жил в Тарту, улица Тийги, 1.

## Научные работы
Основные научные работы посвящены селекции крупного рогатого скота. Автор свыше 100 научных работ и монографий по биологии пород крупного рогатого скота и разведению сельскохозяйственных животных.
- Изучал экстерьер, интерьер и продуктивные качества эстонского красного, чёрно-пёстрого и местного крупного рогатого скота.
- Разрабатывал основы селекции эстонских пород скота и изучал подбор пар при разведении этих пород.

## Членство в обществах
- 1969—91 — академик АН Эстонской ССР.